# Bryconexodon
Genre
Bryconexodon est un genre de poissons téléostéens de la famille des Characidae et de l'ordre des Characiformes. Ce taxon se rencontre uniquement au Brésil.

## Liste d'espèces
Selon FishBase (09 juin 2015):
- Bryconexodon juruenae Géry, 1980
- Bryconexodon trombetasi Jégu, Santos & Ferreira, 1991